# Szekrényessy Anna
Szekrényessy Anna (székelyhídi), művésznevén Nuschi von Szekrényessy (Miskolc, 1880. augusztus 12. – München 1945. május) nemzetközi hírű opera-énekesnő a korai magyar operaműfaj kiemelkedő[forrás?] művésze.

## Élete
Apja székelyhídi Szekrényessy Lajos főtisztviselő, anyja tolcsvai Mezőssy Margit földbirtokosnö volt.
A budapesti Zeneakadémia énektanszakán végezte tanulmányait, mmajd a Frankfurt am Main közelében fekvő Bad Nauheim városka jónevű nevelőintézetében folytatta. Pályája tehetségének megfelelően fényesen indult. Mindössze tizenkilenc éves volt, amikor a frankfurti operában a Lohengrin női főszerepét, Elsát alakította. A következő esztendőben, 1900-ban Faust főszerepét, Margitot játszotta.
Sikereinek köszönhetően 1904–1906 között a Zürichi Operaház vendégművésze volt. 1917-ben a grazi operában a Trisztán és Izolda női címszerepét alakította. Művészneve ekkor már férje, a neves német szobrászművész Hüsgen Vilmos után Nuschi Hüsgen von Szekrényessy volt. Ugyanitt alakította Wagner A Nibelung gyűrűje tetralógiájában Brünhilde szerepét.
Európai népszerűségének köszönhetően 1919-ben sikeres amerikai turnén vett részt. 
München 1945-ös bombázásakor veszítette életét.[forrás?]
Szekrényessy Anna az első magyar úszó és első magyar sportlapalapító, Szekrényessy Kálmán unokahúga volt.

## Főbb szerepei
- Lohengrin (Elsa)
- Faust (Margit)
- Trisztán és Izolda (Izolda)
- A Nibelung gyűrűje (Brünnhilde)